# スーパーマリオくん (嵩瀬ひろしの漫画)

『スーパーマリオくん』はテレビゲームのマリオシリーズを題材とした、嵩瀬ひろし作のギャグ漫画である。『小学一年生』『小学二年生』で連載されていた。
同名の沢田ユキオ作の漫画とは異なる。

## 概要
マリオやピーチ姫、クッパなどがキノコ王国を舞台に騒ぎを巻き起こす。

## 登場人物

### メインキャラクター
マリオ
主人公。性格はややマイペースで楽天的でルイージに変装したクッパに全く気づかないなど天然な面もあるが、クッパなどの敵との戦闘では、敵対する態度になるなど基本的に勇気ある正義感である。長編ではウイルスたちを捨て駒にしてマリオたち共々宇宙船を爆破させようと目論んだタタンガに対し、怒りを爆発させる等、卑怯な手を使う敵に対しては怒りを見せる一方で、自身も不意打ち等、勝つためには手段は選ばずどんな卑怯な手でも使う。また少々ドジなため、酷い目に遭うことも。一人称は「ぼく」。
ルイージ
マリオの双子の弟。一人称は「ぼく」で、マリオを「兄さん」や「マリオ」と呼ぶ。ゲームと異なりマリオとまったく同じ顔。出番が少ないもしくは全く登場しなかったり、ドジで不幸体質は変わらないがマリオとクッパが戦っている間にピーチ姫の王冠を取り返してキスしてもらったり、ダンスパーティーで一緒に踊るなどおいしいところを持っていくことも。また、子供っぽい面も多く、マリオが留守になると「今日のおやつは二人分だ」と、よくおやつに執着している。工作が苦手。
ピーチ姫
キノコ王国のお姫様。原作や他の漫画のピーチ姫に比べ、性格はおっとりしており、クッパやワリオに対しても「クッパさん」「ワリオさん」と呼ぶほど寛大だが、怒ると誰よりも怖く実は力持ち。また極度の料理下手で、包丁捌きの腕は悪い上に味音痴（キャプテン・シロップと包丁裁きで対決した時は千切りしたキャベツが全て繋がってしまっていた。味付けもかなり滅茶苦茶な模様でマリオのバースデイ・ケーキを作った時は砂糖等の普通ケーキに使う甘味調味料ではなく、からし、わさび、こしょうといった香辛料を間違って使ってしまい、食べたマリオとクッパがとんでもない辛味に襲われた）なため、彼女の作った料理は食いしん坊のヨッシーでさえも食べたがらないほどすごく不味い。しかし、大長編以降のマリオだけは平気で食べている（ヨッシーたちいわく「マリオの舌って、どうかしてるんじゃないのか?」）。彼女の着ているドレスは、話によってドレスの裾が異なる。また、デザインもゲームオリジナルとは異なる。
ヨッシー
マリオの仲間のスーパードラゴン。原作や他の漫画のヨッシーに比べ、怒りっぽくつっこみ役が多い。語尾に「○○でヨッシー」をつける。一人称は「ぼく」。食いしん坊なところもあり、そのおかげで助かったり、もしくは酷い目に遭うことも。
キノピオ
キノコ王国の兵士的存在だが、衛兵としては全く頼りにならない。マリオやルイージに対して対等な口調で話す。
クッパ
マリオたちの最大の敵。移動の際は飛行船「クッパクラウン」に乗るが、大長編では宇宙仕様に改造したことがある。連載初期はゲームのドット絵ではそのように見えるためなのか角は一本で髪の毛も生えていなかったが、大長編以降の連載ではゲームオリジナル同様のデザインになった。一人称は初期設定の「おれさま」。性格は短気だがマリオたちと同じでのんきな一面もあり、綺麗好きできちんとした一面もある。またピーチ姫に対しては丁寧語である。
ワリオ
マリオのライバル。彼が激昂している場合は歯軋りをたてる（その際マリオやクッパに「歯軋りやめろよ…」とツッコミを入れられる）。原作のワリオに比べ下品な所はなく、自惚れな面も控えめでまた太り気味で、つなぎのボタンが取れてしまったことがある（本人も「ちょっと太ったかな」と太り気味を自覚している様子）。マリオの仲間になったり、加勢したりするが、仲間になっている間は決して裏切ることはない。一部のゲーム同様、ピーチ姫に対する恋愛感情は全くない（本人いわく「さらっても一文の得にもならん」と言い、これを聞いたクッパと子供の喧嘩をした）。自分の城を欲しがっているが、マリオの城を500円で買おうとしたり、安月給の部下をよこすなどせこい一面もあり、そのせいで部下達の怒りを買い、逃げ出したこともある。ワリオランド編では魔人デンプーの魔法で城を出してもらうが、家賃として毎月コイン100万枚を請求されてしまった。ドンキーコング編では初代ドンキーコングに軽くあしらわれていた。
ドンキーコング
ジャングルに住むゴリラでマリオの友達である。本作に登場しているドンキーは2代目。一人称は基本的に「おいら」だが、まれに「オレ」である。バナナに対して異様な執着心があり、人が変わり、また食べ過ぎて出られなくなったこともある。
ドンキーコング編ではドンキーコング初代とJr.が登場し、ポリーンを攫った。しかし実は自分よりも遥かに巨大な妻を持つ恐妻家であり、マリオ達が退治するまでもなく妻に懲らしめられた。その後改心し、長いことアイロンをかけっぱなしにしたことを思い出したピーチ姫に置き去りにされたマリオ達を大砲で送り出した。スーパードンキーコング編ではクランキーとして登場し、説教癖でキングクルールやドンキー達を困らせている。

## 大長編 スーパーマリオくん
『スーパーマリオくん』初の大長編漫画。サブタイトルは「マリオ史上最大の危機」。
マリオたちが暮らす地球に突如飛来した謎の宇宙船に、マリオ、クッパ、ワリオの3人が立ち向かう。1巻とあるが2巻以降が出たわけではない。

### あらすじ
- キノコ王国

マリオたちが暮らす地球に、突如謎の飛行物体が飛来してきた。そんな中、キノコ城周辺でのんびりと寛ぐマリオたちは、マリオ広場で昼食を食べていた。ピーチ姫の手料理を食べ、満足するマリオ（それを見たルイージを始めとする一同は味覚音のマリオの舌に引いていた）。しかし4体のクッパ石像が広場に襲来、破壊活動を開始した。マリオはハンマーで1体を破壊するが、残った3体はピーチ姫を攫って逃走した。マリオはクッパ石像の後を追うが、石像は途中で消えてしまった。マリオたちはそのことに謎を感じたが、クッパ城へと向かった。
- クッパ城

一方、クッパはピーチ姫のために部屋を作っていた。ところが、空から5個の鉄球が落下し、クッパが苦労して建造したピーチ姫の部屋を破壊してしまった。ノコノコたちの調査の所、崩壊した部屋の傍らにマリオの帽子を発見。これを見たクッパは、マリオの仕業だと思い込み逆上。クッパは部下たちを率いてピーチ姫の部屋を破壊したマリオに復讐するため、そしてピーチ姫を攫うためにマリオの元へと向かった。
- 海ぞく島

同じ頃、南海に浮かぶキッチン島にてワリオはワリオ城建造のため財宝を探していた。そこにブラックシュガー団のポコペンとD.D.、グラグラが守る倉庫を発見し、扉の合言葉を言って宝を自分のアジトに持っていった。ところがボム兵による空爆に遭い、宝を奪われてしまう。そこへ飛んできたマリオの帽子を拾い、宝を奪ったのはマリオだと思い込む。仲間を集めてマリオに盗られた宝を取り返しに向かった。
- マリオ対クッパ

マリオたちはマグナムキラー、チョロプー、ブルの攻撃に遭いながらも、何とか撃退する。そこにクッパクラウンに乗ったクッパと対面し、戦闘を開始した。マリオは缶ジュースを投げてクッパクラウンのプロペラを攻撃、クッパは回路が狂ったクッパクラウンに落とされ、ジャイアントスイングで投げ飛ばされてしまう。
マリオは「ピーチ姫を返せ!そうすれば石像を使って広場を破壊した事は許してやる!」と迫るが、クッパは「これからピーチを攫いに行く所だ!!石像とは何の事だ!!」と反論する。マリオとクッパに矛盾が生じた中、ジュゲムから「クッパ城倉庫から鉄球5個と石像4体が盗まれている」と報告が届き、マリオの仕業ではないことに気づく。マリオとクッパは「人の物を盗むのはワリオしかいない」と認識する中、そこにワリオと鉢合わせする。
- マリオ、クッパ対ワリオ

マリオとクッパたちと対面したワリオはアルバイトで雇ったヘラクレスとモーギョを使ってマリオたちに攻撃を仕掛けるが、二人ともあっさりと敗北し劣勢に追い込まれたワリオは「マリオカートで勝負をつける」と宣戦布告。それに乗じたマリオとクッパはカート勝負を開始する。その一方で、上空では謎の三人組がマリオたちがレース中にボム兵を使った爆撃を開始しようとしていた。
マリオとクッパ、ワリオがデッドヒートの中、大量のボム兵が投下される。ワリオはクッパに対し「卑怯だぞ!こいつらが俺のアジトを爆撃したんだ!!」と訴えるが、「そんなセコイ事はしない!!」と頑なに否定。二人の言葉を聞いたマリオは「ピーチ姫を攫ったのはワリオじゃ無い気がする」と言い出し、ワリオは「ピーチなんか攫うか!1円の得にもならない」と罵倒する。その罵言に怒ったクッパは「ピーチ姫の悪口を言うのはどの口だ」と言わんばかりにワリオの頬を抓り上げる（マリオいわく「子供の喧嘩だ」）。その最中、マリオはボム兵の誘爆に巻き込まれる。大破したカートのタイヤが何かに直撃、そこに謎の円盤が出現し、突然爆発を起こした。マリオたちは自分たちを戦わせようとした黒幕がいると確信した一方、爆発した円盤から吹き飛んだ円盤の搭乗者は川原に倒れていた。
- 落ちてきた宇宙人

魚釣りに川原へ来たチビヨッシーは、川原で倒れていた宇宙人「16号」を看取る。16号は「地球人は恐ろしく、悪い生物だと聞いたけど」と質問するがチビヨッシーは「善人も悪人もいるけど、僕といる人は善い人ばかり」と答える。一方で野宿中のマリオたちは2機の円盤に出くわすが、見つかってしまった2機は撤退していった。
翌日、16号の兄「23号」は上司の反対を押し切り、16号を連れ戻すためにエレベーター光線でチビヨッシーごと円盤へと連れて行った。その光景を出くわしたマリオたちはチビヨッシーの後を追うが、8号の乗る偵察機の妨害に遭い、偵察機から出現した黒い宇宙人と戦闘になる。
その宇宙人はクッパとワリオの攻撃を体を変形させて回避し、岩石を投げつけてくるがマリオたちは難無く回避する。しかし、宇宙人の手からこぼれた粉を飲み込んだルイージは発熱を起こし倒れてしまう。マリオはルイージにカプセルを使って回復させ、宇宙人の正体がウイルスであることを見破った。正体がばれ、撤退しようとした8号をマリオは偵察機の監視カメラにしがみつき、敵の本拠地へと向かった。
- 宇宙船へ突入

宇宙船の近くまで辿り着き、息を抜いたマリオは手を滑らせてしまい、墜落しかけるがなんとかボム兵の爆発で出来た穴から宇宙船の内部に潜入に成功する。ピーチ姫との再会も束の間、宇宙人のリーダー格に別の部屋へ連れて行かれてしまう。マリオが宇宙船に乗り込んだことを知ったワリオはジェットの壷を使って「ジェットワリオ」にパワーアップし、そしてクッパも回路が回復したクッパクラウンに乗り、宇宙船へと向かった。クッパとワリオが宇宙船に乗り込んだ瞬間、宇宙船は宇宙へと発進し始めた。
地球圏から離脱した後、マリオとチビヨッシーは宇宙船内を探索中、クッパとワリオと再会し共に行動する。階段を見つけたマリオたちだが、階段前の落とし穴に嵌ってしまう。ワリオは落とし穴から脱出後、宝を奪還するために先に進み、クッパはマリオにピーチ姫の救出を託し、マリオを放り投げ一人落とし穴に残ったが、レーザーの一斉放射を浴びてしまう。マリオは自分を庇ってくれたクッパを心配するが、マリオたちが心配で（本当は迷子になった）戻ってきたワリオに「クッパならそう簡単にはやられない」と元気付けられる。
宇宙船の奥へと進んだマリオたちは通路に落ちていた金貨を見つけたワリオと別行動をとる。ワリオは金貨の向う側にある自動扉に向かい、ついに奪われた財宝を発見する。しかし、ワリオは何者かの攻撃を受けてしまう。一方マリオとチビヨッシーはゲームをクリアし、第2操縦室へ到着する。そして3人の宇宙人はマリオの投げたカプセルにより、頭上に集まったウイルスは消滅、正体を晒してしまう。マリオはピーチ姫を助け出そうとするが、レッドウイルスが作動した冷凍ガスにより、ピーチ姫は凍結、そしてマリオまでもが冷凍ガスによって凍結してしまった。
- 信じあう心

レッドウイルスにより、凍結してしまったマリオとピーチ姫。絶体絶命の危機に陥るが、お互いの愛により、表面の氷が溶け、カプセルから脱出、ピーチ姫を救出。その光景を見た16号はレッドウイルスに教えられたことに相違感を覚え、レッドウイルスが次のシステムを作動しようとした所を妨害する。マリオはファイアボールでウイルスを撃退する。モニターにクッパとワリオが映し出され、マリオたちはクッパたちの救出を試みる。チビヨッシーが適当にパネルを作動させた結果、宇宙船の起爆装置も作動させてしまう。1時間後に爆発を起こすと聞いたウイルスたちは急いで脱出を始めた。
マリオはクッパを救出、ピーチ姫が無事であることと脱出することを告げ、ワリオの救出へ向かう。クッパはレッドウイルスたちと対面するが、レーザーの一斉放射により体力を激しく消耗していたため、パワーも残っていなかった。そこへ23号が駆けつけ、体力が回復する薬をクッパに飲ませた。マリオとチビヨッシーはワリオのいる部屋へ向かい、ピーチ姫は16号に「もも」と名前を付け、おにぎりを作る。ワリオが捕まっている部屋に入ったマリオとチビヨッシーは、今回の事件の黒幕であり、『スーパーマリオランド』と『スーパーマリオランド2 6つの金貨』で激闘を繰り広げたタタンガに遭遇する。
タタンガはマシンでマリオを圧倒。マリオはこの宇宙船はもうすぐ爆発すると発するが、タタンガはそのことは承知の上で、マリオたちを始末した後ウイルスたちを巻き添えにして宇宙船を爆破する予定だった。マリオはタタンガの卑劣な企みに怒り、ファイアボールをぶつけるが、タタンガにダメージを与えることができず、返り討ちに遭ってしまう。ダメージを負ったマリオはピーチ姫が作ってくれたおにぎりを食べ、タタンガに立ち向かう。
- 決戦!

マリオのタタンガとの戦闘の中、チビヨッシーはエレベーター光線で一緒に運ばれたブロックをマリオの元へ持っていき、マリオを「しっぽマリオ」にパワーアップさせた。マリオはワリオを拘束するアームを破壊し、ワリオを救出。飛行能力でタタンガを翻弄し、尻尾攻撃でタタンガに大ダメージを与える。そして、マシンの足を掴み、ジャイアントスイングで天井へ投げ飛ばし、タタンガを撃退した。
タタンガの撃破後、マリオたちは宇宙船の脱出を開始するが、ワリオは拘束光線の反動で立ち上がることも出来ない状態だった。マリオたちはワリオを台車で運び、脱出ポッド発射場まで辿り着くが、そこにあるのは2人乗りの脱出ポッドが2機しか残っていなかった。マリオたちは16号と23号を先に脱出させようとするが、責任を感じた16号と23号に脱出ポッドに乗せられる。マリオは16号と23号を制止するが、16号はチビヨッシーに別れを告げ、脱出ポッドを発射させた。
マリオたちを脱出させ見送った二人の後ろに、回復したクッパが現れる。クッパは二人に手伝えと頼む。マリオたちは脱出ポッドの操縦をマニュアルにしたが、宇宙船は閃光と共に大爆発を起こしてしまう。間に合わなかったかと思っていた瞬間、宇宙仕様に改良したクッパクラウンに乗ったクッパと自分を回復してくれたお礼として助けられた16号と23号の姿があった。クッパは16号と23号を自分の星に送った後地球に帰還すると告げる。チビヨッシーは16号に別れを告げ、16号が無事であったことに号泣した。なお、ワリオは財宝が宇宙の塵となってしまったため号泣した。そして、マリオはピーチ姫からいつものお礼として頬にキスをされ、地球へと帰還していった。
事件から1週間が過ぎ、ワリオは再び宝捜しのたびに出て、マリオたちはのんびりと寛いでいる中、宇宙から帰還したクッパから果たし状が届く。キノコ王国、キノコワールド、そして…地球に平和が戻ったのであったがピーチ姫が手料理を振舞うと言い出し、マリオ以外の者は全員逃げ出した。

### キャラクター
ウイルス
ブルー / イエロー / レッド
8号
16号
23号
29号
31号
61号
99号
タタンガ

## 書誌情報
- 嵩瀬ひろし カラースペシャル版『スーパーマリオくん』 小学館〈ビッグコロタン〉、全4巻
  1. 1993年5月、ISBN 978-4-09-259056-4
  2. 1994年3月、ISBN 978-4-09-259061-8
  3. 1995年2月、ISBN 978-4-09-259070-0
  4. 1996年3月、ISBN 978-4-09-259076-2
- 嵩瀬ひろし 『スーパーマリオ わくわくゲームランド』 小学館〈小学館ワンダーランドブック〉、全2巻
  1. 1998年5月、ISBN 978-4-09-253282-3
  2. 1998年3月、ISBN 978-4-09-253298-4
- 嵩瀬ひろし 『大長編スーパーマリオくん』 小学館〈ビッグコロタン〉、全1巻
  1. 1998年11月、ISBN 978-4-09-259085-4
- 嵩瀬ひろし 『スーパーマリオくん』 小学館〈ぴっかぴかコミックス〉、全5巻
  1. 2004年10月、ISBN 978-4-09-148061-3
  2. 2004年10月、ISBN 978-4-09-148062-0
  3. 2004年12月、ISBN 978-4-09-148063-7
  4. 2005年8月、ISBN 978-4-09-148064-4
  5. 2006年9月、ISBN 978-4-09-148055-2